# Roe River (Timorsee)
Der Roe River ist ein Fluss in der Region Kimberley in Western Australia.
Sein Oberlauf beginnt am Fuß des Bushfire Hill im Naturschutzgebiet Prince Regent Nature Reserve. Von hier fließt er für 66 Kilometer in nördliche Richtung, bis er in die Bucht des Prince Fredrick Harbour mündet. Er ist Teil des York Sound, der wiederum Teil der Timorsee ist.
Der Roe River hat fünf Nebenflüsse, der wichtigste ist der Moran River, kleiner sind der Wyulda Creek, Rufous Creek, Garimbu Creek und Gandjal Creek.
Benannt wurde der Roe River im Jahr 1820 von Philip Parker King während seiner Expedition an Bord der Mermaid. Seinen Namen trägt er nach dem Vater des ebenfalls an Bord befindlichen John Septimus Roe. Auf dieser Reise wurden auch Prince Frederick Harbour, Prince Regent River und der nahe gelegene Mount Trafalgar benannt. Der erste Europäer, der den Roe River auf seiner ganzen Länge erkundete, war Frederick Brockman im Jahr 1884.